# Joan XIX
Joan XIX, nascut Romà de Túsculum (Roma , ... – Roma, 9 d'octubre de 1032), va ser el 144è papa de l'Església Catòlica des del 1024 fins a la seva mort. Formava part de la poderosa família dels comtes de Túsculum, de la nissaga dels Colonna., succeint el seu germà Benet VIII. Durant el seu pontificat, les relacions amb el Patriarcat de Constantinoble es van agreujar. Va ser un suport de l'emperador Conrad II i patró del músic Guido d'Arezzo.

## Biografia

### Abans de convertir-se en Papa
Romà va néixer a Roma . Era el tercer fill del comte Gregori I de Tusculum  i de la seva dona, Maria. Membre de la poderosa família dels comtes de Túsculum (que ja havien donat a Benet VII i Joan XII a l'Església), Romà estava vinculat, a través d'altres vincles familiars, als papes Sergi III i Joan XI. Va rebre el nomenament com a cardenal del papa Benet VIII, el seu germà, en una data desconeguda. i va succeir el seu germà el 19 d'abril de 1024, però va ser entronitzat dos o tres mesos després, entre el 24 de juny i el 15 de juliol. Quan va ser elegit pontífex, Romà era cònsol i senador dels romans (un càrrec que, segons Gregorovius, no va deixar ni tan sols com a pontífex i fou l'únic que va tenir els dos poders: temporal i religiós.), i per tant un laic no ordenat. Per això, Romà fou ordenat primer sacerdot i, més tard, bisbe, per tal de permetre-li ascendir al tron papal amb l'entronització. Va prendre el nom de Joan. Era considerat mundà, cobdiciós i voluble.

### El Pontificat

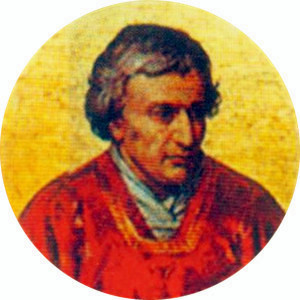
Retrat en mosaic situat a la Basílica de Sant Pau Extramurs

#### Relacions amb l'emperador Sacre Germànic
Durant el seu pontificat de vuit anys, Joan XIX va procedir a la consagració d'un nou emperador. A la mort d'Enric II el 1024, el papa Joan va donar el seu suport a Conrad II, que juntament amb la seva dona va ser coronat primer rei d'Itàlia a la primavera de 1026 per l'arquebisbe de Milà Ariberto d'Intimiano; llavors va ser coronat amb gran pompa com a emperador del Sacre Germànic pel papa Joan a Sant Pere, la Pasqua de 1027,  que en aquell any va caure el 26 de març.

#### Relació amb altres monarques cristians
Amb motiu de la Pasqua d'aquell any, Joan XIX va tenir l'oportunitat de conèixer Canut el Gran, rei d'Anglaterra i Dinamarca, i Rodolf III de Borgonya, que havia vingut a retre homenatge al pontífex
D'acord amb el seu paper de rei cristià, Canut va anar a Roma a penedir-se dels seus pecats, a pregar per la redempció i la seguretat dels seus súbdits i per millorar les condicions dels pelegrins, així com dels comerciants, al camí de Roma. Canut decretà que els diners de Sant Pere s'oferissin al pontífex, a canvi del cessament del pagament de diners que els bisbes anglesos donaven a la Santa Seu per rebre el pal·li episcopal; Rodolf tenia el control de moltes de les portes de peatge. Tenint èxit les negociacions, la paraula solemne del papa, Conrad i Rodolf va ser donada amb el testimoni de quatre arquebisbes, vint bisbes i "innombrables multituds de ducs i nobles", suggerint que era abans que les cerimònies es completessin. A més, Rodolf va decretar que el dret romà s'hauria d'aplicar als seus territoris en lloc de la llei lombarda.
El 1025 va enviar la corona a Polònia i va beneir la coronació del rei polonès Boleslau I el Valent.

#### Govern de l'Església

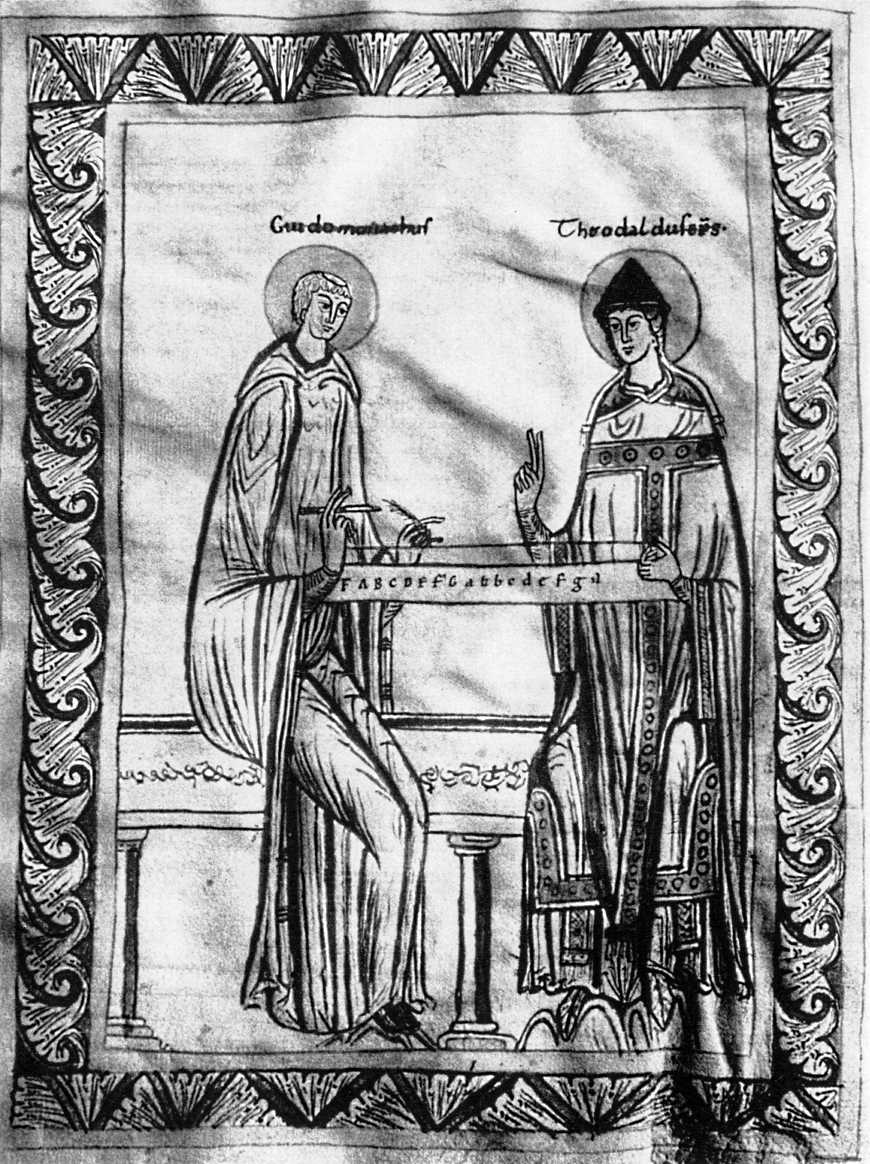
Guido d'Arezzo i el bisbe Teobaldo, del Codex Lat. 51 f°35v, conservat a Viena.

Joan XIX va tenir un paper en el procés que va conduir al Cisma del 1054 en rebutjar una proposta del patriarca Eustaci de Constantinoble de reconèixer l'esfera d'interès d'aquest patriarcat a l'est.
Romà, tan bon punt va ocupar el tron papal com a Joan XIX, va mostrar la seva llibertat davant els prejudicis eclesiàstics i també el seu complet desconeixement de la història eclesiàstica acceptant, a canvi d'un pagament substancial, concedir al patriarca de Constantinoble Eustaci el títol de "bisbe ecumènic", és a dir, la "primacia petrina", sense adonar-se en realitat del que estava fent. Aquesta venda simoniaca va despertar una indignació general a tota l'Església, especialment entre els bisbes italians i la comunitat cluniacenca. L'escàndol va obligar Joan XIX a renunciar a l'acord gairebé immediatament. Ferdinand Gregorovius narra tota la història amb aquestes paraules, fent un retrat del papa perfilat per trets i expressions irònics:
| «                   | Semblava que el nou pontífex no tenia cap concepte en la seva ment dels deures que el seu ministeri li imposava. Era un home d'un esperit tan senzill o d'una altra manera avar que, quan l'emperador romà d'Orient li envià rics regals a Roma, pretenia concedir al patriarca grec el títol de bisbe ecumènic. Però els bisbes d'Itàlia i la Congregació de Cluny es van oposar fermament a aquesta proposta, i només aleshores el Papa va poder entendre la gravetat del que estava a punt de fer... | » |
| — Gregorius, p. 206 | |   |

El 6 d'abril de 1027, Joan celebra un sínode del Laterà en el qual es declara pel patriarca d'Aquileia contra el patriarca de Grado, donant al seu bisbe, Poppó d'Aquileia, la dignitat patriarcal i posant el bisbe de Grado sota la seva jurisdicció. De fet, el patriarca va tenir preferència sobre tots els bisbes italians. L'any 1029, Joan va revocar la seva decisió i va reafirmar totes les dignitats de Grado. Joan també va promulgar una butlla papal que atorgava a l'arquebisbe Bizanci de Bari el dret de consagrar els seus propis dotze sufraganis després de la reincorporació de la diòcesi barienca a Roma el 1025. Això formava part d'un acord de conciliació amb Eustaci, pel qual l'existència del ritu bizantí es permetria a Itàlia, a canvi de l'establiment d'esglésies celebrant el ritu lllatí a Constantinoble.
En el govern de l'Església, Joan XIX va mostrar el seu agraïment per l'acció reformadora de Cluny El papa Joan XIX va prendre l' abadia de Cluny i posant-la sota la seva protecció, i va renovar els seus privilegis malgrat les protestes de Gauslin, bisbe de Mâcon. Va oferir a Odiló de Cluny l'arquebisbat de Lió, però Odiló s'hi va negar i el papa el va retreure per desobediència.
El 1032, va reconèixer el culte a sant Romuald, fundador dels camaldulesos. i va declarar sant Marsal com a apòstol.

### Govern de l'Urbe
Joan XIX va governar Roma i el camp d'una manera extremadament pacífica, també pel fet que el poder civil estava concretament en mans de la seva família, els comtes de Túsculum. Durant el pontificat de Joan va brillar un gest de mecenatge: la invitació a Roma del famós monjo Guido d'Arezzo per explicar-li el nou sistema musical que havia inventat. Va animar el benedictí a instruir el clergat romà en música.

### La mort
Es desconeix la data precisa de la mort de Joan XIX, tant és així que el lloc web del Vaticà ni tan sols informa del mes de l'any 1032 en què va morir el papa. Sennis s'inclina cap a una data precisa, el 20 d'octubre,  mentre que Rendina fa oscil·lar el dia de la mort en els darrers mesos de 1032.
Es deia que va ser assassinat per una multitud de camperols enutjats, però no hi ha proves directes que ho recolzin. El seu nebot Benet IX va ser seleccionat per succeir-lo, tot i que encara era jove; segons algunes fonts, només tenia 12 anys, però era més probable que tingués uns 18 o 20 anys.

## Nomenaments de cardenals
Durant el seu pontificat, el papa Joan XIX nomenà 12 cardenals:
- el 1025:
  - Giovanni Ponzio, nomenat cardenal bisbe de Porto
  - Pietro, nomenat cardenal bisbe de Santa Rufina
  - Giovanni, nomenat cardenal prevere de San Crisogono
  - Giovanni, nomenat cardenal prevere de Santa Maria in Trastevere
  - Giovanni, nomenat cardenal diaca de Sant'Agata alla Suburra
- el 1026:
  - Pietro, nomenat cardenal bisbe de Palestrina
  - Dodone, títol cardenalici desconegut
  - Rodolfo, nomenat cardenal prevere, però el títol cardenalici és desconegut
  - Raniero, nomenat cardenal diaca de San Giorgio in Velabro
  - Gregorio, nomenat cardenal diaca de Santa Lucia in Silice o de Santa Lucia in Septisolio
- el 1029: 
  - Benedetto, nomenat cardenal prevere de San Clemente
- el 1032:
  - Giovanni, nomenat cardenal bisbe de Porto

## La qüestió del número XX
Cal tenir en compte que el següent pontífex Joan va ser el Papa Joan XXI i no hi va haver cap Papa Joan XX, de la mateixa manera que Joan XVI va ser un antipapa. Això és perquè Pedro "Ispano" Iuliani (que hauria de ser "Joan XIX" i en canvi s'anomenava "XXI"), a més de considerar a Filàgato un papa legítim, també creia que entre Bonifaci VII i Joan XV hi havia un Papa "Ioannes XIV Bis" que mai va ser reconegut perquè va morir abans de ser consagrat i que, en canvi, no havia existit mai.